# Eucharis esakii
Eucharis esakii (лат.) — вид паразитических мирмекофильных наездников семейства Eucharitidae отряда перепончатокрылых.

## Распространение
Восточная Палеарктика. Северный Китай, Корея, Япония.

## Описание
Мезоплевры и бока среднеспинки в основном гладкие. Щитик груди тонкопунктированный. Тело бронзовое зеленовато-синее, кончик брюшка иногда рыжий. Паразитоиды личинок муравьёв подсемейства Formicinae: Formica sp. (Gahan, 1940), Formica fusca japonica Mots. (Clausen, 1941).